# Jamhaur
Jamhaur é um cidade no distrito de Aurangabad, no estado indiano de Bihar.

## Demografia
Segundo o censo de 2001, Jamhaur tinha uma população de 8575 habitantes. Os indivíduos do sexo masculino constituem 52% da população e os do sexo feminino 48%. Jamhaur tem uma taxa de literacia de 50%, inferior à média nacional de 59,5%: a literacia no sexo masculino é de 60% e no sexo feminino é de 38%. Em Jamhaur, 18% da população está abaixo dos 6 anos de idade.